# Sérézin-du-Rhône
Sérézin-du-Rhône – miejscowość i gmina we Francji, w regionie Owernia-Rodan-Alpy, w departamencie Rodan.
Według danych na rok 1990 gminę zamieszkiwało 2257 osób, a gęstość zaludnienia wynosiła 569 osób/km² (wśród 2880 gmin regionu Rodan-Alpy Sérézin-du-Rhône plasuje się na 390. miejscu pod względem liczby ludności, natomiast pod względem powierzchni na miejscu 1589.).